# كولا

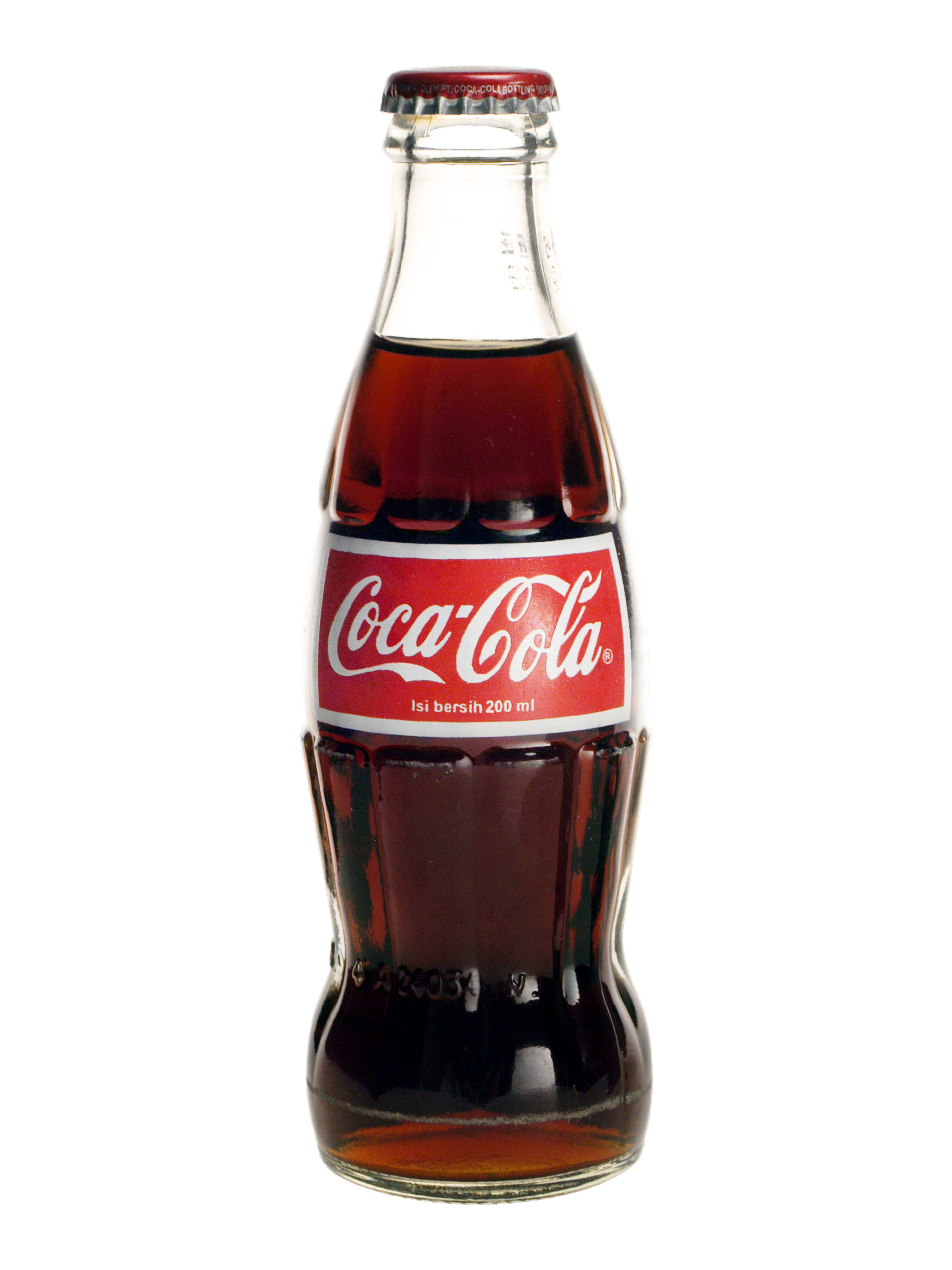
منتج الكوكاكولا في عبوته، من الوكيل الأندونيسي

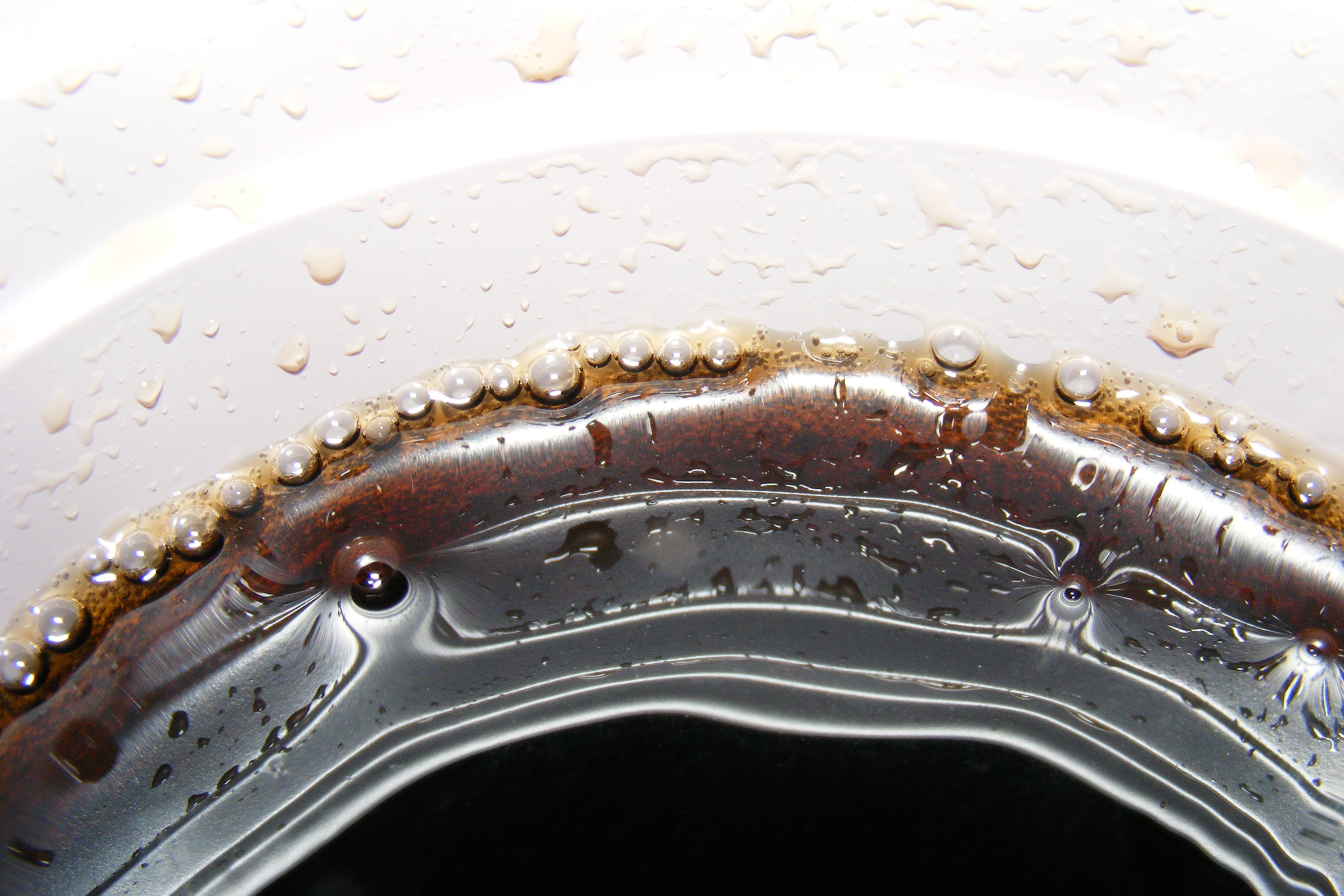
الفقاعات التي تشاهد على سطح المشروب تدل على وجود الغازات الكربونية داخله.

الكولا أو الكولة (بالإنجليزية: Cola)‏ هي مشروب غازي يحتوي على السكر، ألوان الكارميل وكذلك الكافيين  مثل مشروب الكوكاكولا والبيبسي كولا والسي كولا ومكة كولا وسينالكو كولا.
اخترع مشروب الكولا على يد الكيميائي جون بيمبيرت مستخدماً مستخلص جوز الكولة (نبات منتشر في وسط وغرب إفريقيا)، وانتشر بسرعة حول العالم وصار مشروب الكولا شعاراً يدل على الولايات المتحدة.
بغض النظر عن التسمية فإن منتجات الكولا الحديثة لم تعد تحتوي على مستخلص جوز الكولة بل باتت تنكّه باستخدام السكر وحمض الستريك والفانيليا والقرفة وغيرها من المنكهات، ولكل ماركة تجارية خلطة خاصة تتميز به عن باقي المنتجات المنافسة.
نظراً لاحتوائها على تراكيز عالية من مادتي الكافيين والسكر فقد ثبت أن لتناول كميات كبيرة من الكولا تأثيرات صحية سلبية تتمثل بزياددة الوزن وأعراض كالقلق وتسارع دقات القلب وغيرها، إلا أن مدى خطورة المشروب ومقدار الكمية الآمنة منه محط نقاش بين الخبراء.
.
الكولا هي مشروبات غازية بنكهة الفانيليا، القرفة، الحمضيات، الزيوت والنكهات الأخرى. أصبحت الكولا مشهورة في جميع أنحاء العالم بعد أن اخترع الصيدلي جون ستيث بمبرتون كوكا كولا، وهي علامة تجارية مسجلة، في عام 1886م، والتي تم تقليدها لاحقًا من قبل الشركات المصنعة الأخرى. تحتوي معظم الكولا على مادة الكافيين، والتي تم الحصول عليها في الأصل من جوزة الكولة، مما أدى إلى اسم المشروب، على الرغم من ذلك يتم استخدام مصادر أخرى الآن. احتوى مشروب الكولا الأصلي من بيمبرتون على الكوكايين من أوراق الكوكا أيضًا. وصفته الخالية من الكحول مستوحاة من نبيذ الكوكا للصيدلي أنجيلو مارياني، الذي تم تصنيعه عام 1863.
تُصنع معظم الكولا الحديثة بلون داكن باستخدام لون الكراميل، وتُحلى بالسكر و/أو شراب الذرة عالي الفركتوز. وتتمثل الآن في العديد من العلامات التجارية المختلفة. أشهرها كوكا كولا وبيبسي. تتنافس هاتان الشركتان منذ تسعينيات القرن التاسع عشر، لكن المنافسة بينهما اشتدت منذ الثمانينيات.

## النكهات
المنكهات الأساسية الحديثة في شراب الكولا هي الحمضيات والزيوت (من البرتقال، الليمون، وقشور الليمون)، القرفة، الفانيليا. يضيف مصنعو مشروبات الكولا نكهات صغيرة لخلق أذواق مختلفة مميزة لكل علامة تجارية. قد تشمل النكهات الصغيرة مجموعة متنوعة من المكونات، مثل التوابل مثل جوزة الطيب أو الكزبرة، لكن النكهات الأساسية التي يتعرف عليها معظم الناس بطعم الكولا تظل الحمضيات والفانيليا والقرفة. غالبًا ما يتم توفير الحموضة عن طريق حمض الفوسفوريك، مصحوبًا أحيانًا بحمض الستريك أو أحماض معزولة أخرى. يتم الاحتفاظ بوصفة كوكا كولا باعتبارها سرًا تجاريًا للشركة.
يمكن إضافة مجموعة متنوعة من المحليات المختلفة إلى الكولا، والتي غالبًا ما تعتمد جزئيًا على السياسة الزراعية المحلية. يستخدم شراب الذرة عالي الفركتوز (HFCS) في الغالب في الولايات المتحدة وكندا بسبب انخفاض تكلفة الذرة المدعومة من الحكومة. ومع ذلك، تخضع مركبات الكربون الهيدروفلورية في أوروبا لحصص إنتاج مصممة لتشجيع إنتاج السكر؛ وهكذا يستخدم السكر عادة لتحلية المشروبات الغازية. بالإضافة إلى ذلك، يمكن استخدام ستيفيا أو مُحلي صناعي؛ عادة ما تحتوي الكولا «الخالية من السكر» أو «الدايت» على المحليات الصناعية فقط.
في اليابان، هناك صناعة كولا حرفية مزدهرة، مع خطوط إنتاج محلية صغيرة الحجم ووصفات كولا فريدة للغاية باستخدام فواكه وأعشاب وتوابل محلية المصدر.

## الكولا الشفافة (الصافية)

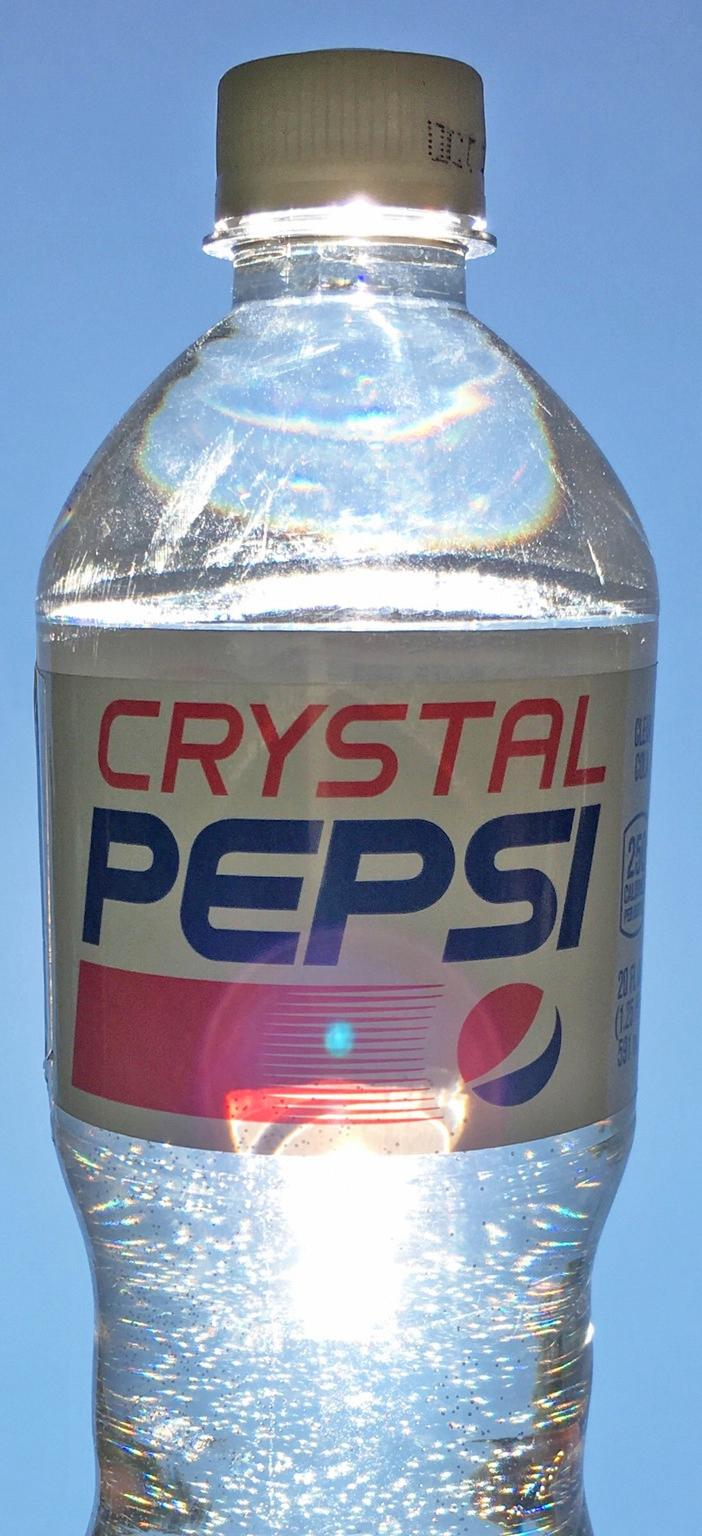
كريستال بيبسي في زجاجة 20 أونصة سائلة ، أنتجت في الولايات المتحدة عام 2016

في الأربعينيات من القرن الماضي، أنتجت شركة كوكا كولا "White Coke" بناءً على طلب المارشال من الاتحاد السوفيتي جورجي جوكوف.
تم إنتاج الكولا الصافية مرة أخرى خلال Clear Craze في أوائل التسعينيات. تشمل العلامات التجارية كريستال بيبسي، تاب كلير، وسفن اب آيس كولا. أعيد عرض Crystal Pepsi مرارًا وتكرارًا في 2010.
في الدنمارك، تم صنع كولا صافية شهيرة من قبل الجمعية التعاونية FDB في عام 1976. اشتهرت بشكل خاص بكونها "Hippie Cola" بسبب تركيز التأثيرات الضارة التي يمكن أن تحدثها مادة الألوان المضافة على الأطفال ومقاطعة العلامات التجارية متعددة الجنسيات لها. كان الاسم مستوحى من حملة ضد الإضافات الضارة في الدنمارك من قبل منظمة البيئة NOAH، قسم دنماركي مستقل لأصدقاء الأرض. تبع ذلك مجموعة متنوعة من المشروبات الغازية بدون تلوين اصطناعي. تتوفر اليوم العديد من الكولا العضوية في الدنمارك، ولكن لأسباب تتعلق بالحنين إلى الماضي، لا تزال الكولا الشفافة تحافظ على شعبيتها إلى حد ما.
في يونيو 2018، قدمت شركة Coca-Cola شركة Coca-Cola Clear في اليابان.

## الآثار الصحية
وجدت دراسة أجريت عام 2007 أن استهلاك الكولا، سواء تلك التي تحتوي على تحلية طبيعية أو التي تحتوي على تحلية صناعية، كان مرتبطًا بزيادة خطر الإصابة بأمراض الكلى المزمنة. يُعتقد أن حمض الفوسفوريك المستخدم في الكولا هو سبب محتمل.
أشارت إحدى الدراسات التي أجريت عام 2005 إلى أن المشروبات الغازية والمشروبات المحلاة هي المصدر الرئيسي للسعرات الحرارية في النظام الغذائي الأمريكي وأن أولئك الذين يشربون المزيد من المشروبات المحلاة كانت معدلات السمنة أعلى. ينصح معظم خبراء التغذية بأن الكوكاكولا والمشروبات الغازية الأخرى يمكن أن تكون ضارة إذا تم تناولها بشكل مفرط، خاصة للأطفال الصغار الذين يتنافس استهلاكهم من المشروبات الغازية مع نظام غذائي متوازن وليس مكملاً له. أظهرت الدراسات أن مستخدمي المشروبات الغازية بانتظام لديهم كمية أقل من الكالسيوم والمغنيسيوم وفيتامين ج والريبوفلافين وفيتامين أ.
أثار المشروب أيضًا انتقادات لاستخدامه مادة الكافيين، والتي يمكن أن تسبب الاعتماد الجسدي (الاعتماد على الكافيين)، ويمكن أن تقلل من جودة النوم. تم إثبات وجود صلة بين تناول الكولا المنتظم على المدى الطويل وهشاشة العظام لدى النساء الأكبر سنًا (ولكن ليس الرجال). كان يُعتقد أن هذا يرجع إلى وجود حمض الفوسفوريك، ووجد أن الخطر على النساء أكبر من الكولا المحتوية على السكر والكافيين مقارنة بالنظام الغذائي والمتغيرات منزوعة الكافيين، أي ان زيادة تناول الكولا مرتبطة بانخفاض كثافة العظام.
يتم تحلية العديد من المشروبات الغازية في أمريكا الشمالية في الغالب أو بالكامل بشراب الذرة عالي الفركتوز، بدلاً من السكر. يحذر بعض خبراء التغذية من تناول شراب الذرة لأنه قد يؤدي إلى تفاقم السمنة ومرض السكري من النوع 2 أكثر من قصب السكر.

## العلامات التجارية الإقليمية

### آسيا
- عمرات كولا، شعبية في باكستان
- بيج كولا، تحظى بشعبية في إندونيسيا
- بوفونتو، المشهورة في جنوب الهند
- كامبا كولا، العلامة التجارية الأكثر شهرة في الهند قبل إعادة طرح كوكا كولا وبيبسي في السوق الهندية في عام 1991
- Mojo by Akij Group، تحظى بشعبية في بنغلاديش
- كولا توركا هي علامة تجارية محلية في تركيا
- Est Cola، علامة تجارية محلية في تايلاند
- فيوتشر كولا، ماركة محلية في الصين
- لاوشان كولا، ماركة محلية في الصين
- يباع مكة كولا في الشرق الأوسط وشمال إفريقيا وأجزاء من أوروبا
- باكولا، المشهورة في باكستان
- بارسي كولا، مشهور في إيران
- ريد بول كولا، مشهور في تايلاند
- Thums Up، تحظى بشعبية في الهند
- توبسيا كولا، الشعبية في إيران
- زمزم كولا، تحظى بشعبية في إيران وأجزاء من العالم العربي
- زيستو كولا، المشهور في الفلبين

### أوروبا
- تم إطلاق بوب كولا، وهي علامة تجارية رومانية بتصميم فن البوب القديم، في ديسمبر 2019 وأنتجتها شركة المشروبات الرومانية Merlin's.

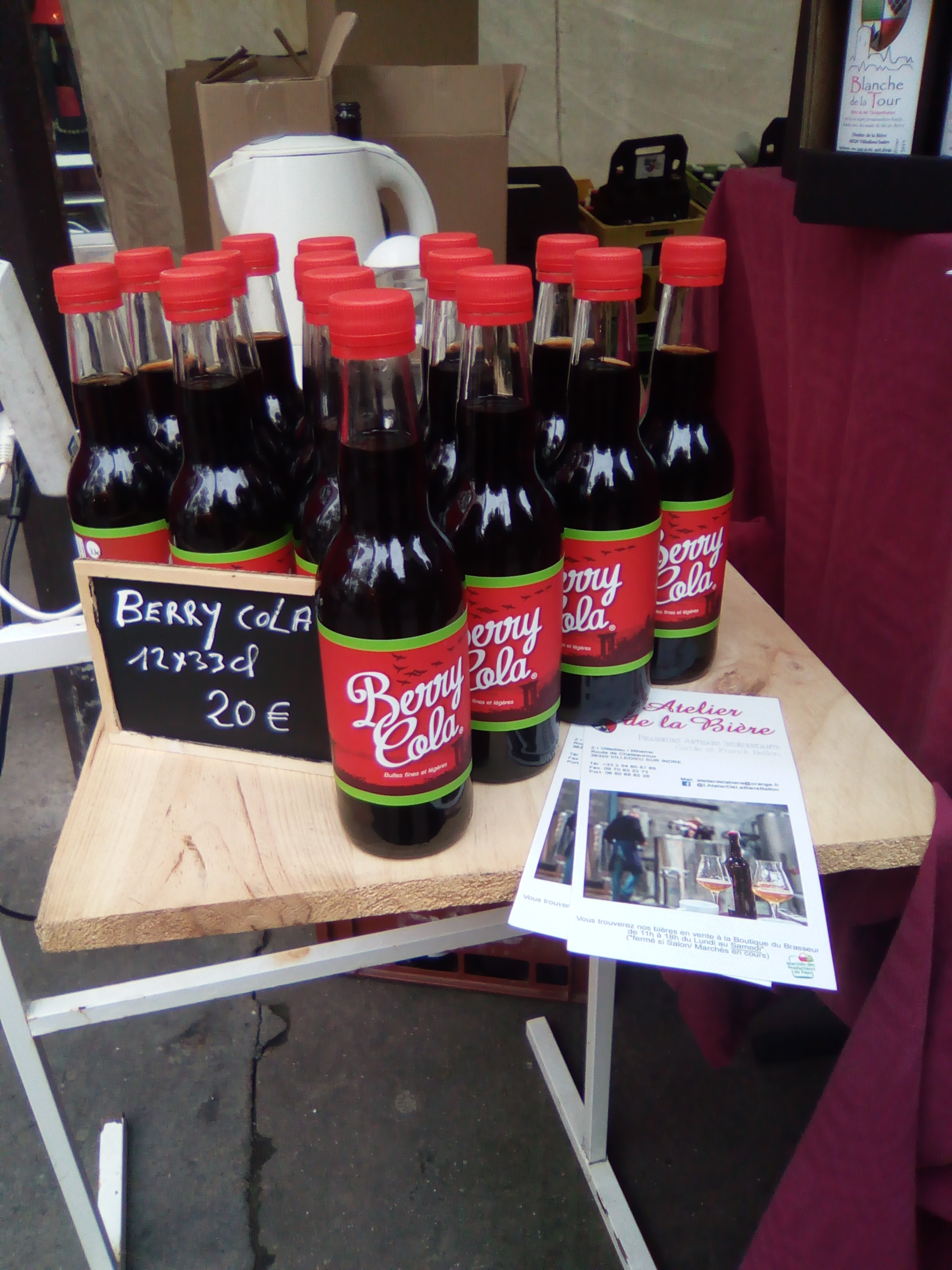
زجاجات من بيري كولا، مشروب غازي أنتج في إندر، فرنسا

- بابلو كولا، علامة تجارية سويدية بأسلوب مكسيكي أعيد إطلاقها بفكرة اختيار مجموعة كولا ذات لمسة محلية من السويد.
- تم إعادة إطلاق أفري كولا، وهي علامة تجارية ألمانية، في أبريل 2006 بتركيبة أصلية تحتوي على نسبة عالية من الكافيين.
- بايكال، مشروب يشبه الكولا مشهور في روسيا
- بار كولا من صنع AG Barr (صانعي مشروب Irn-Bru الشهير) في المملكة المتحدة
- بريز كولا هي ماركة محلية من بريتاني (فرنسا).[25]
- بريسا كولا هي علامة تجارية محلية من ماديرا بالبرتغال ومن إنتاج Empresa de Cervejas da Madeira .
- كاديت كولا، ماركة أيرلندية
- كوكتا هي علامة تجارية محلية من يوغوسلافيا السابقة، والتي لا تحتوي على أي كافيين أو حمض الفوسفوريك.
- كورسيكا كولا هي كولا إقليمية يتم توزيعها من قبل مصنع الجعة الكورسيكي بيترا.
- كوبا كولا ماركة سويدية.
- إيفوكا كولا هي عبارة عن كولا مصنوعة من مياه معدنية مصنوعة من مشروبات إيفوكا.
- فينتيمانز كيوريوسيتي كولا، هو كولا نباتي راقي منتجه فينتيمانز من المملكة المتحدة.
- فري واي كولا، مشروب غازي كولا من ألمانيا، تم إنتاجه كعلامة تجارية خاصة لشركة Lidl.
- فريتز كولا، مشروب غازي كولا من هامبورغ، ألمانيا، يستخدم أعلى تركيز ممكن من الكافيين للمشروبات المسموح بها في القانون الألماني.
- جولف كولا هي ماركة كولا محلية من صربيا تنتجها كنجاز ميلوش.
- جرانس كولا هي علامة تجارية محلية من ساندفيورد، النرويج، بواسطة Grans Bryggeri. تباع حصريًا في REMA 1000 في النرويج.
- جرين كولا هي علامة تجارية من اليونان وهي متوفرة أيضًا في ألمانيا وإسبانيا وقبرص ودول البلطيق ورومانيا والشرق الأوسط وسلوفينيا إلخ.
- هاي كولا هي علامة تجارية محلية من أرمينيا، والتي بدأت الإنتاج في عام 1996.
- Hofmuhl Cola هي علامة تجارية محلية من بافاريا، تم تصنيعها بواسطة مصنع جعة إقليمي.[26]
- جولي كولا، التي تمتلك 40٪ من سوق مشروبات الكولا في الدنمارك من منتصف الستينيات إلى أواخر الثمانينيات.[27]
- كارما كولا، بالمملكة المتحدة.
- كوفولا هي المنافس الرئيسي لشركة Coca-Cola وPepsi في التشيك وسلوفاكيا، ولا تحتوي على حمض الفوسفوريك.
- لوك وودز كولا،[28][29] علامة تجارية كولا بريطانية تم طرحها في الستينيات من قبل شركة Lockwoods Foods Limited في مصنعها للتعليب في Long Sutton، إنجلترا، لم يعد المشروب معروضًا في السوق، فقد تم بيعه محليًا وتصديره أيضًا.
- بلانيت كولا، علامة تجارية تُباع في أوشان.
- بولو كوكتا ماركة بولندية.
- ريد بُل كولا متوفر في جميع أنحاء أوروبا منذ عام 2008.
- سينالكو كولا هي ماركة كولا ألمانية تُباع وتُنتج في أوروبا
- Siup! Cola، ماركة بولندية.
- سكاي كولا، علامة تجارية بوسنية منذ عام 2002 صنعتها شركة تعبئة المياه Sarajevski kiseljak[30]
- سكاي كولا، ماركة كرواتية منذ عام 2002 من صنع شركة تعبئة المياه Jamnica
- توين كولا هي علامة تجارية من النرويج.
- أبونتو كولا هي كولا تجارة عادلة من المملكة المتحدة ومتوفرة في أجزاء من أوروبا الغربية.
- كانت فيرجن كولا مشهورة في جنوب إفريقيا وأوروبا الغربية في التسعينيات ولكنها تضاءلت في توفرها.
- فيتا كولا هي ماركة كولا ألمانية بنكهة حمضيات مميزة. في الوقت الحاضر يتم بيعها في الغالب في شرق ألمانيا.
- كانت XL Cola علامة تجارية سويدية كولا تم تقديمها في عام 1985، لكن المشروب لم يعد في السوق بعد الآن.
- مول كولا هو كولا إيطالي يباع في إيطاليا ويباع أحيانًا في فرنسا في متاجر تسمى نوز فقط.

### أمريكا الشمالية

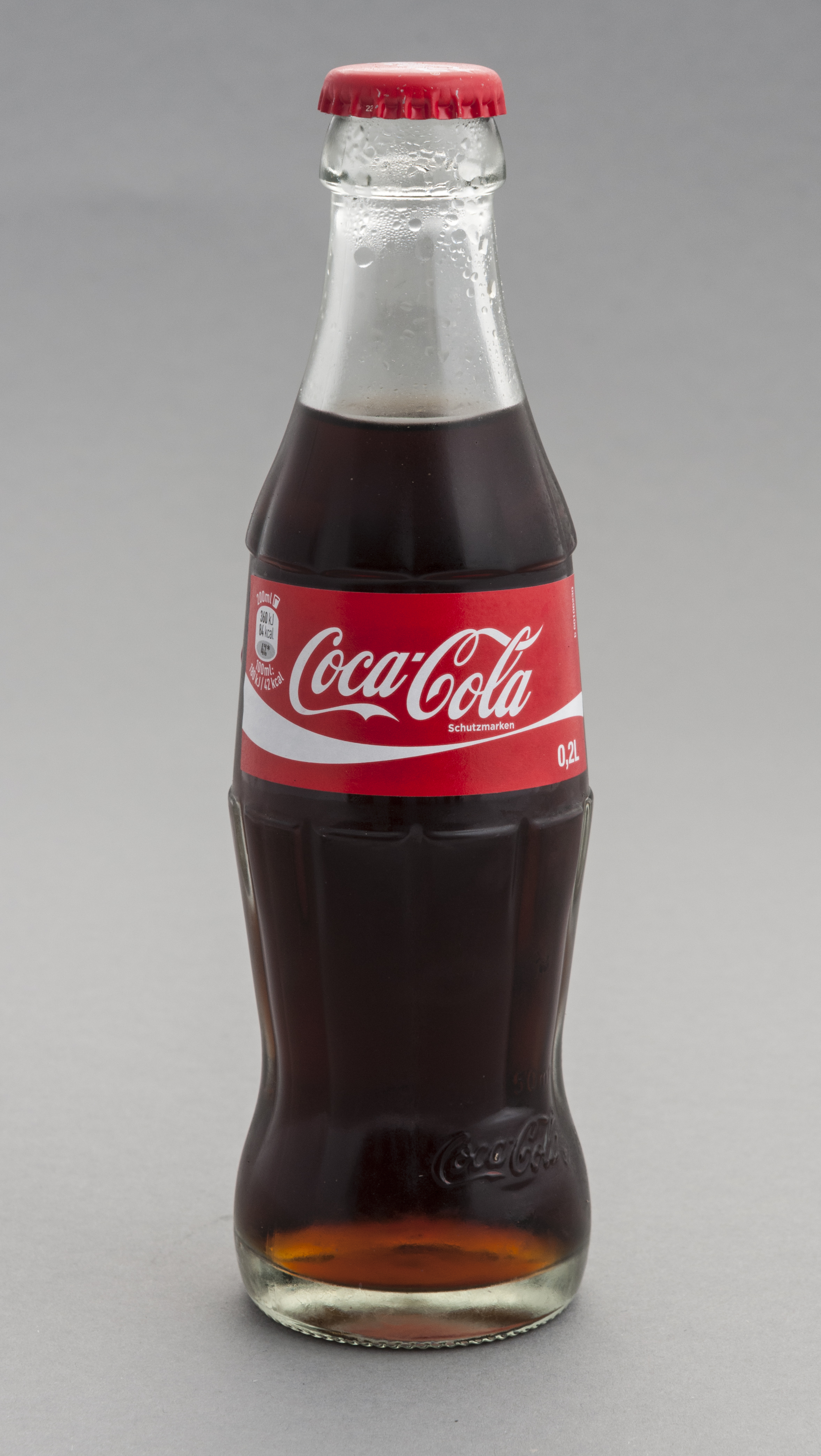
قنينة زجاجية صغيرة من Coca-Cola ، أول كولا

- يتم إنتاج وتصنيع الكوكا كولا، التي يشار إليها غالبًا باسم كوكاكولا، بواسطة شركة كوكا كولا. إنها واحدة من أشهر ماركات الكولا في أمريكا الشمالية وجميع أنحاء العالم، فضلاً عن كونها الكولا الأصلية.
- شركة Pepsi، التي تنتجها وتصنعها شركة بيبسيكو، هي أيضًا واحدة من أشهر ماركات الكولا في أمريكا الشمالية وفي جميع أنحاء العالم. بيبسي هي المنافس والمنافسة الرئيسية لشركة كوكا كولا.
- آر سي كولا، اختصار لـ Royal Crown Cola، يتم إنتاجه الآن بواسطة Dr Pepper Snapple Group
- تنتج Cott العديد من المشروبات ذات العلامات التجارية المنزلية بالإضافة إلى مجموعة المنتجات الخاصة بها، وأبرزها بلاك شيري وبوبا كولا.
- شركة دبل كولا
- يتم توزيع فايجو كولا في شرق الولايات المتحدة ويمكن العثور عليها في بعض مناطق كندا.
- كوريوسيتي كولا فينتيمانز، التي نشأت في المملكة المتحدة عام 1905، تباع الآن في جميع أنحاء أوروبا وأمريكا الشمالية
- جاريتوس كولا هي ماركة كولا من المكسيك، موطنها الأصلي المكسيك وموزعة على نطاق واسع للمقيمين اللاتينيين في الولايات المتحدة.
- تباع جولت كولا بواسطة شركة ويت بلانيت للمشروبات في روتشستر، نيويورك.
- تصنع جونز صودا أيضًا كولا باستخدام قصب السكر.
- تنتج Polar Beverages of Worcester، MA علامتها التجارية الخاصة من الكولا تحت اسم Polar.
- كان ريد بُل كولا متاحًا في الولايات المتحدة من عام 2008 إلى عام 2011.
- شاستا كولا، من إنتاج شاستا
- توكولا وتروبيكولا هي علامات تجارية من كوبا (تباع أيضًا على نطاق واسع في إيطاليا).
- زيفيا كولا هو مشروب غازي خالٍ من السعرات الحرارية محلى بستيفيا ممزوجًا بفاكهة الراهب والإريثريتول.

### جنوب أمريكا
- إنكا كولا، ابتكرتها Lindley bottler لتنافس كوكا كولا. لا يزال الكولا الأكثر مبيعًا في بيرو[بحاجة لمصدر] .
- بيج كولا، كولا تنتجها شركة Ajegroup البيروفية التي تعمل في 14 دولة في أمريكا اللاتينية.[31]
- بيرو كولا، ابتكرته شركة الزجاج البيروفية Embotelladora Don Jorge SAC للتنافس مع كوكا كولا وكولا ريل.[32]
- كولا رومان، كولا اخترعها دون كارلوس رومان في مدينة قرطاجنة بكولومبيا عام 1865.

### أوقيانوسيا
- لا آيس كولا هي كولا أسترالية مملوكة لشركة Tru Blu Beverages، على غرار منافسيها كوكاكولا وبيبسي.
- تنتج Billson's Heritage Cola.

## المعلومات الغذائية
يحتوي كل كوب من الكولا (347غ)، بحسب وزارة الزراعة الأميركية على المعلومات الغذائية التالية:
- السعرات الحرارية: 128
- الدهون: 2®مضاعف
- الدهون المشبعة: 0
- الكاربوهيدرات: 33.17
- الألياف: 0
- البروتينات: 0.24

## مواضيع لها صلة
السي كولا
البي كولا

## وصلات خارجية
- المعلومات الغذائية عن الكولا
- Cola and Mentos mints trick
- OpenCola recipe (originally published by كوري دكتورو)
- Straight Dope article about caffeine levels on soft drinks
- The Soda Pop Mashup!
- Zam Zam Foods North America Inc

و